# Раніс
Раніс (нім. Ranis) — місто в Німеччині, розташоване в землі Тюрингія. Входить до складу району Заале-Орла. Адміністративний центр об'єднання громад Раніс-Цигенрюк.
Площа — 10,55 км2. Населення становить 1679 ос. (станом на 31 грудня 2021).

## Галерея

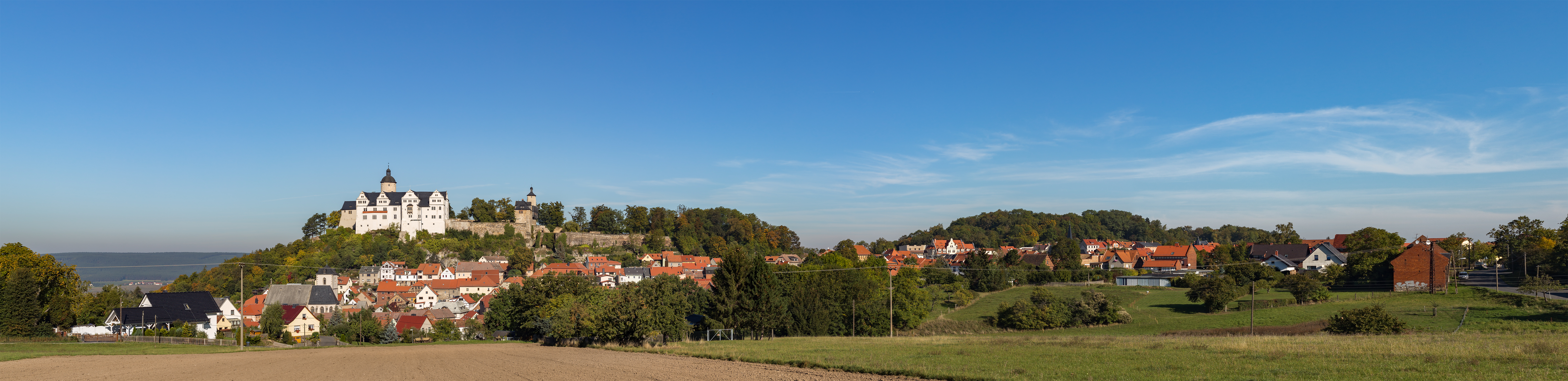
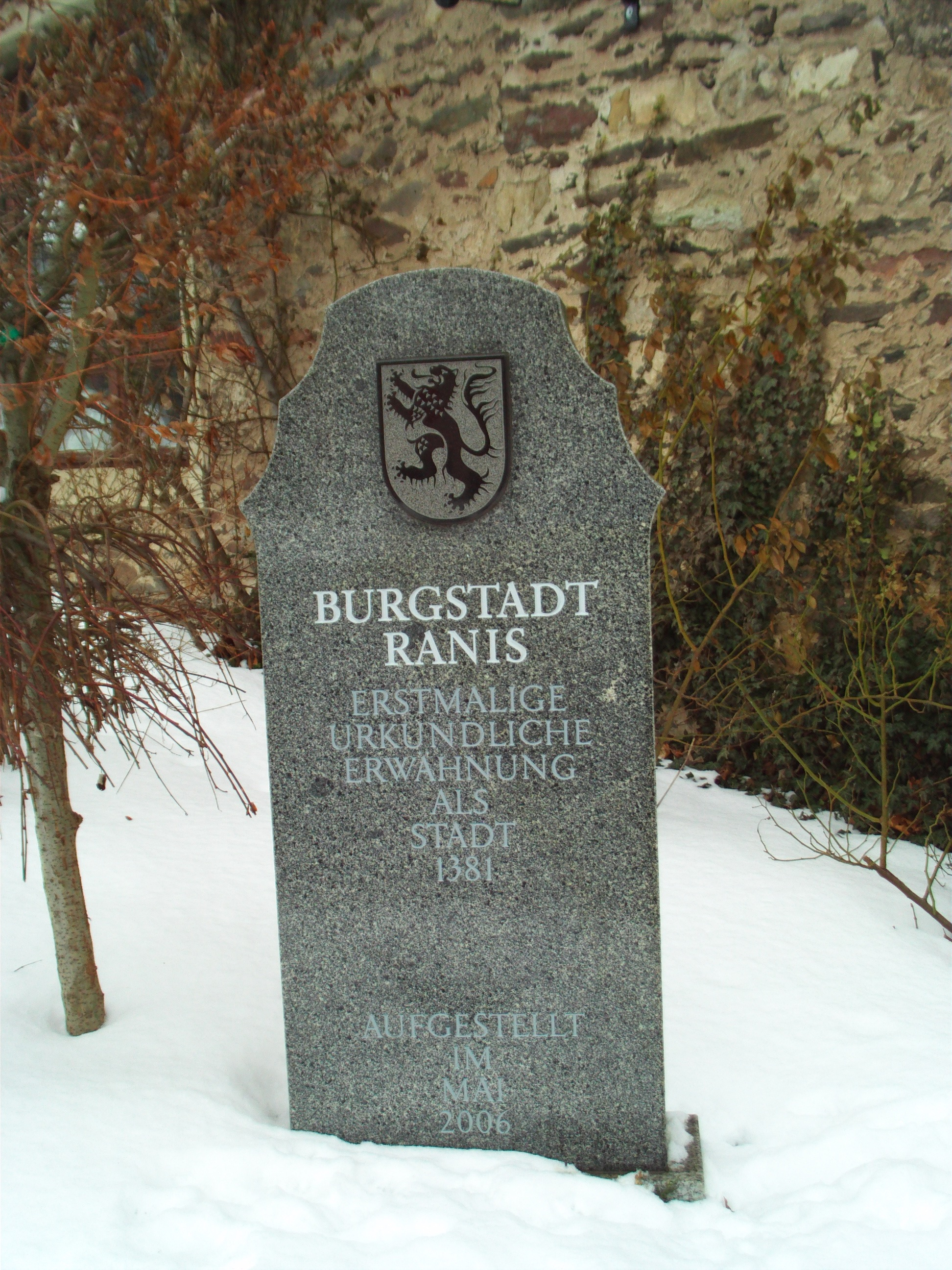
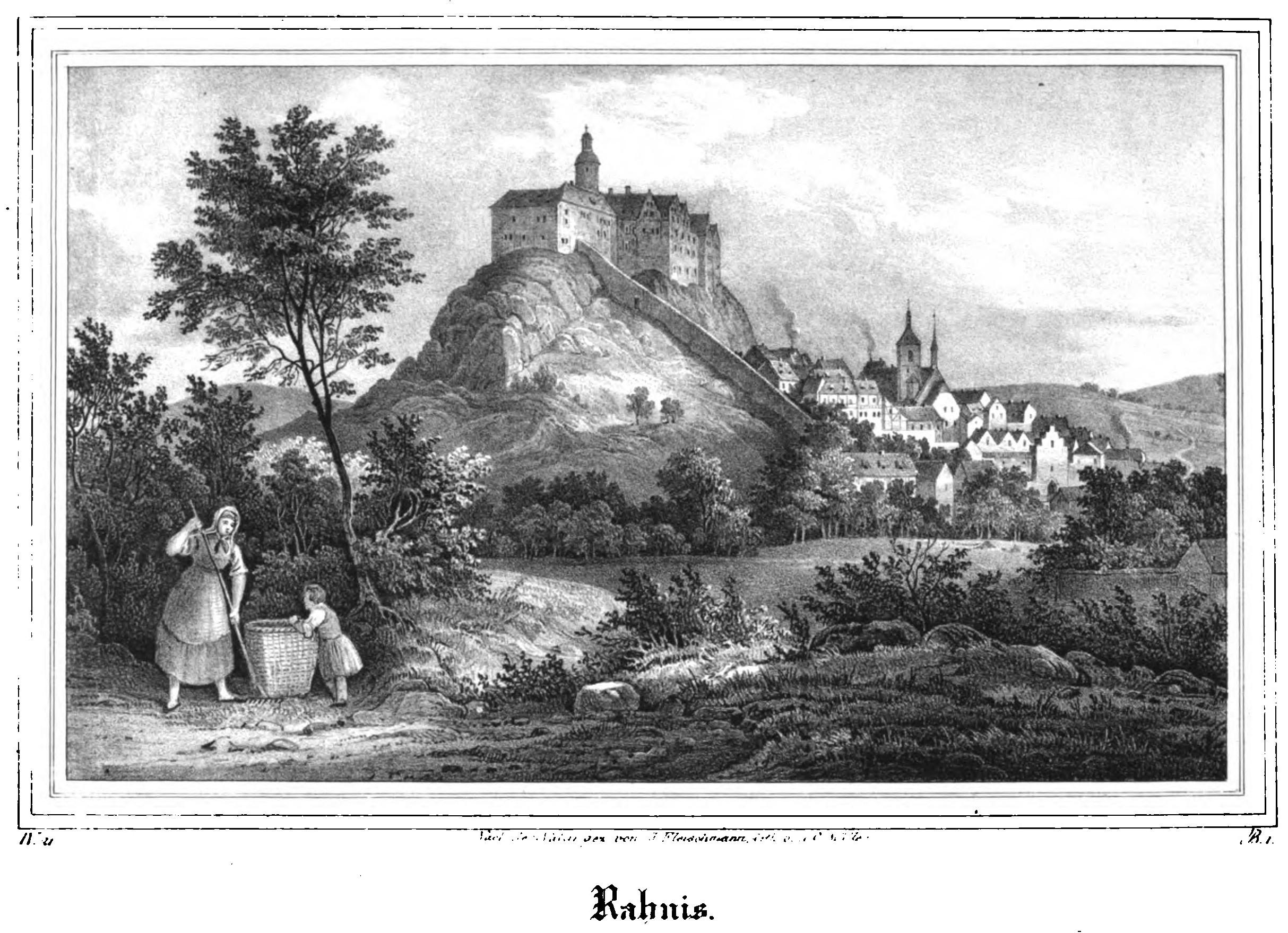
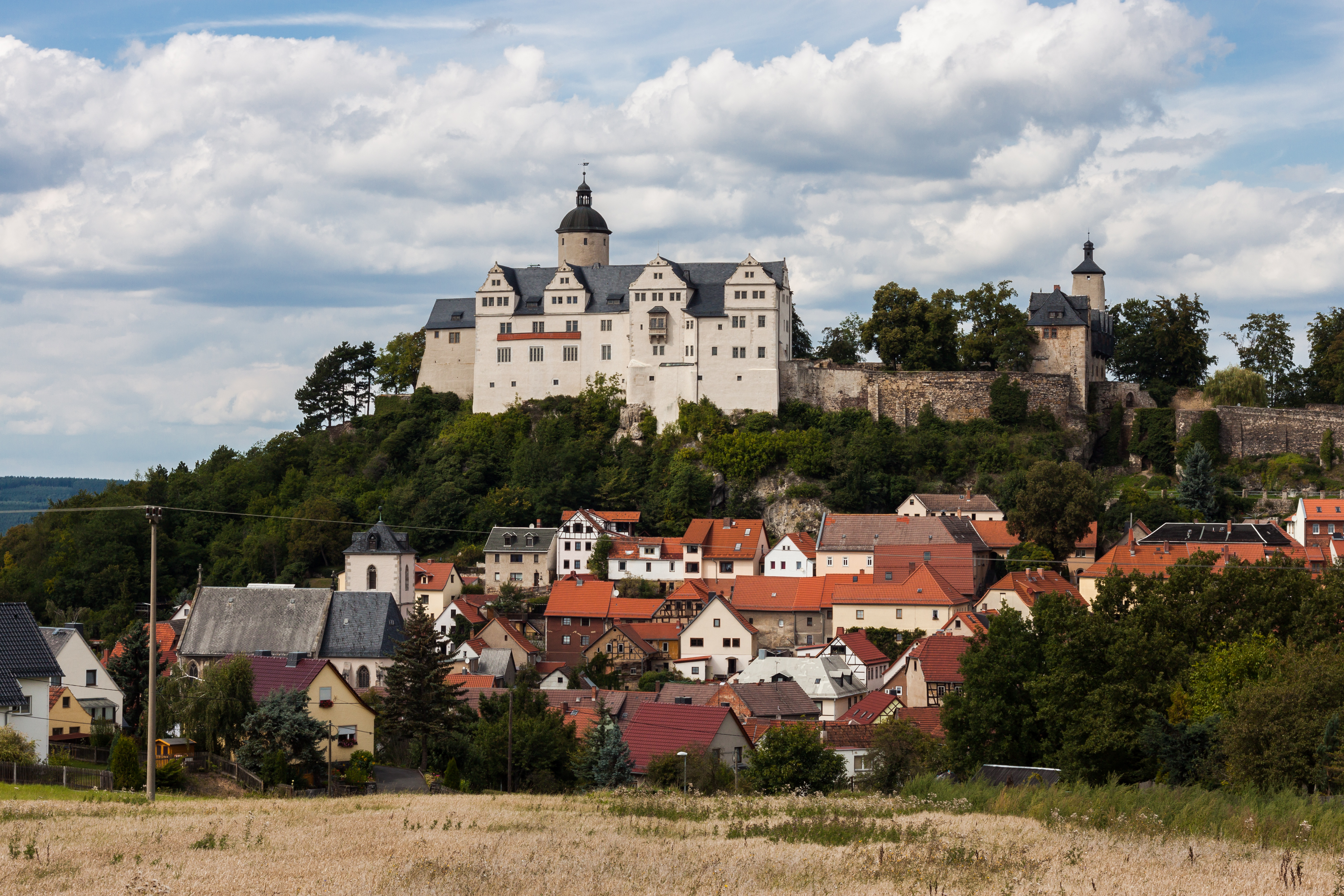
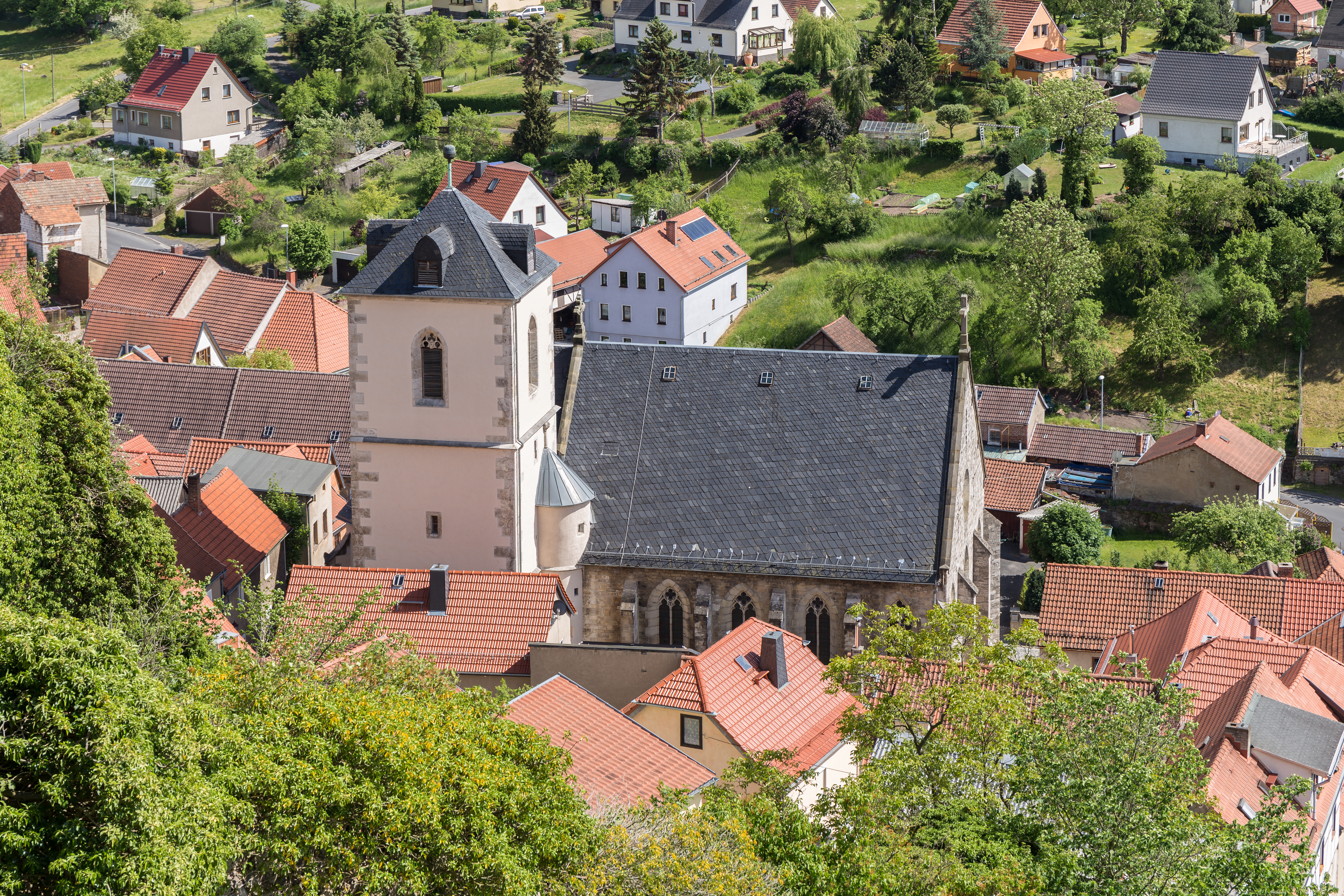
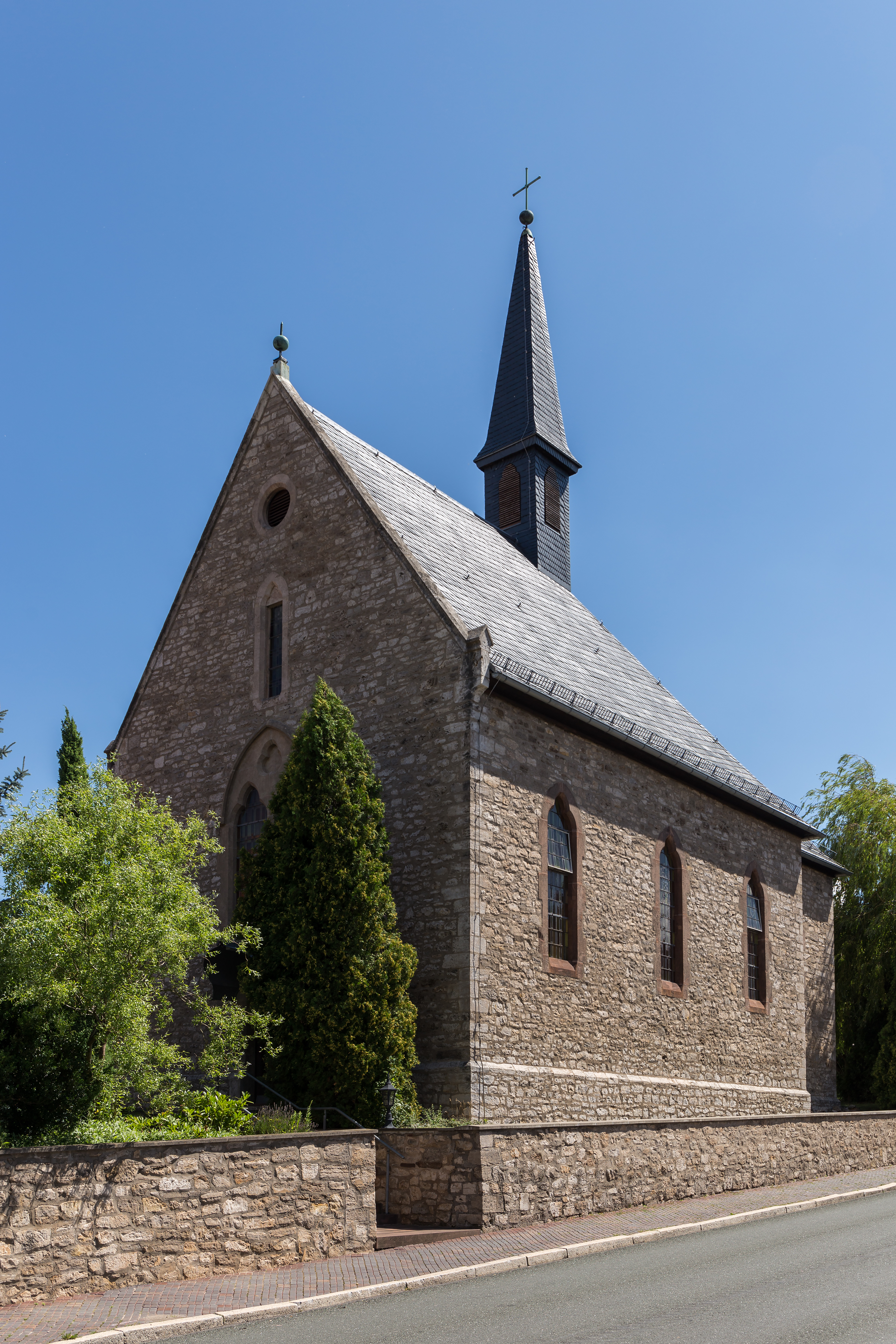